# دهستان کارلا
دهستان کارلا (به لاتین: Kärla Parish) یک دهستان در استونی است که در شهرستان ساره واقع شده‌است.

## خصوصیات
دهستان کارلا ۲۱۷٫۸۷ کیلومترمربع مساحت و ۱٬۸۰۳ نفر جمعیت دارد.